# Jeleśnia
Jeleśnia ist eine Landgemeinde im Powiat Żywiecki der Woiwodschaft Schlesien in Polen. Es ist Sitz der gleichnamigen Landgemeinde mit 13.210 Einwohnern (Stand 31. Dezember 2020).

## Geografie
Jeleśnia liegt 74 km südöstlich von Kattowitz, 12 km südöstlich von Żywiec und 65 km südwestlich von Krakau. An den Flüssen Sopotnia und Koszarawa in Einzugsgebiet der Soła, eines rechten Nebenflusses der Weichsel.

## Geschichte
Jeleśnia liegt zwar in der 1999 geschaffenen Woiwodschaft Schlesien, gehört aber historisch zu Kleinpolen.
Seit 1467 gehörte die Herrschaft Saybusch zur Adelsfamilie Komorowski, die eine Siedlungsaktion verliefen, unter anderem entlang des sogenannten Kupferwegs (nach Orava). Andrzej Komoniecki (1678–1729) erwähnte den Ort und die Kirche unter dem Jahre 1584 in seiner Chronik. Die von Walachen besiedelte Gemeinde war von Anfang an bäuerlich geprägt. Laut den Linguisten ist der Name abgeleitet von den Wörtern jelcha, jelsza (Erlen), laut der Tradition hingegen von Hirschen (jeleń), also es gibt einen Hirsch im Wappen.
Die erste Holzkirche wurde vor 1584 erbaut, die zweite 1628, die heutige, dritte, in den Jahren 1693–1702.
Bei der Ersten Teilung Polens kam das Dorf 1772 zum neuen Königreich Galizien und Lodomerien des habsburgischen Kaiserreichs (ab 1804).
1918, nach dem Ende des Ersten Weltkriegs und dem Zusammenbruch der k.u.k. Monarchie, kam Jeleśnia zu Polen. Unterbrochen wurde dies nur durch die Besetzung Polens durch die Wehrmacht im Zweiten Weltkrieg. Es gehörte dann zum Landkreis Saybusch im Regierungsbezirk Kattowitz in der Provinz Schlesien (seit 1941 Provinz Oberschlesien). Im Rahmen der sogenannten Saybusch-Aktion wurden am 22. September 1940 aus Jeleśnia 150 polnische Familien (671 Personen) vertrieben, um 42 volksdeutsche Familien (183 Personen) anzusiedeln.
Von 1975 bis 1998 gehörte Jeleśnia zur Woiwodschaft Bielsko-Biała.

## Partnergemeinde
Nohfelden, Deutschland, seit 1996

## Sehenswürdigkeiten
- Römisch-katholische Kirche
- Wirtshaus aus dem 18. Jahrhundert

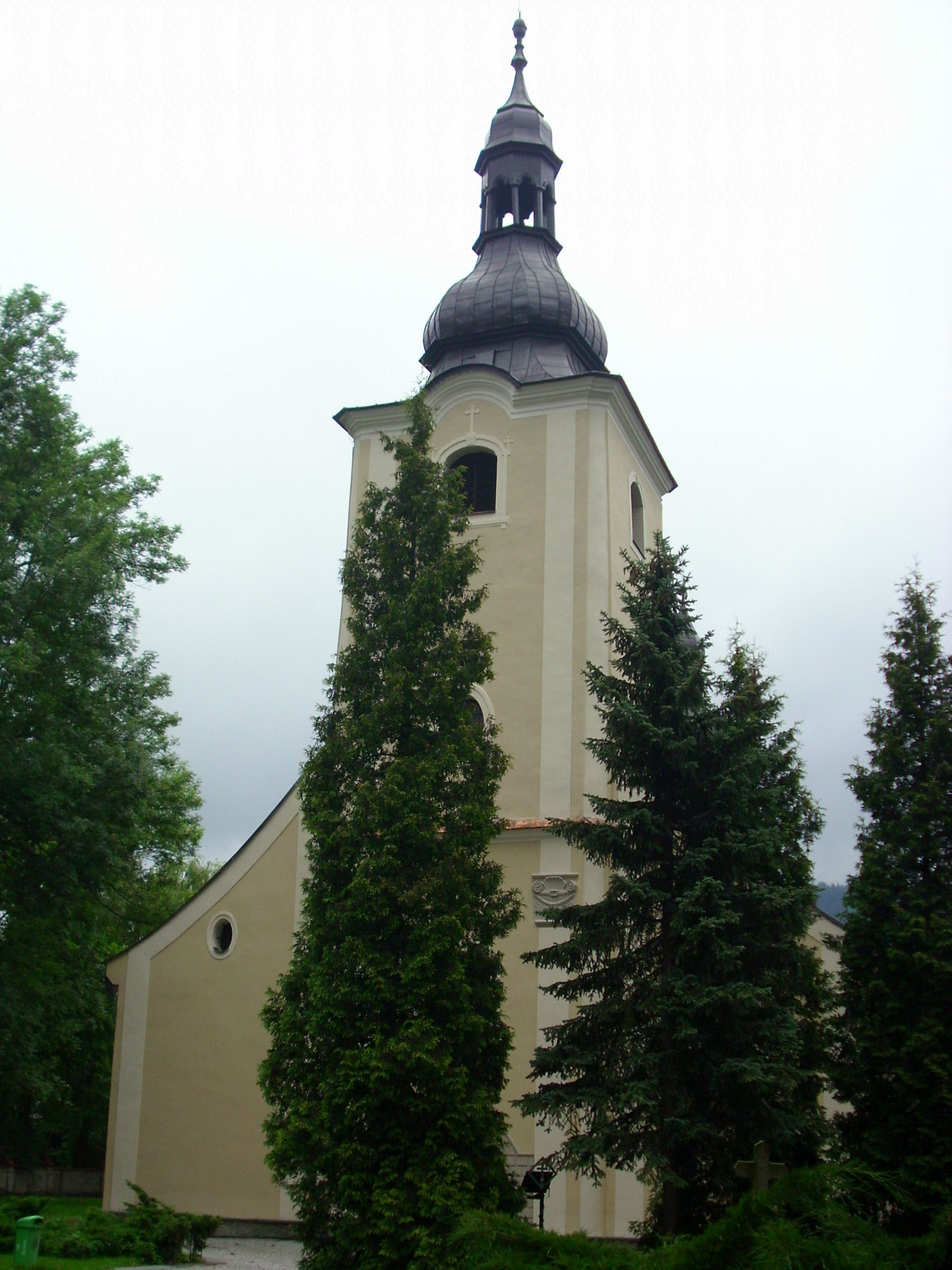
Kirche
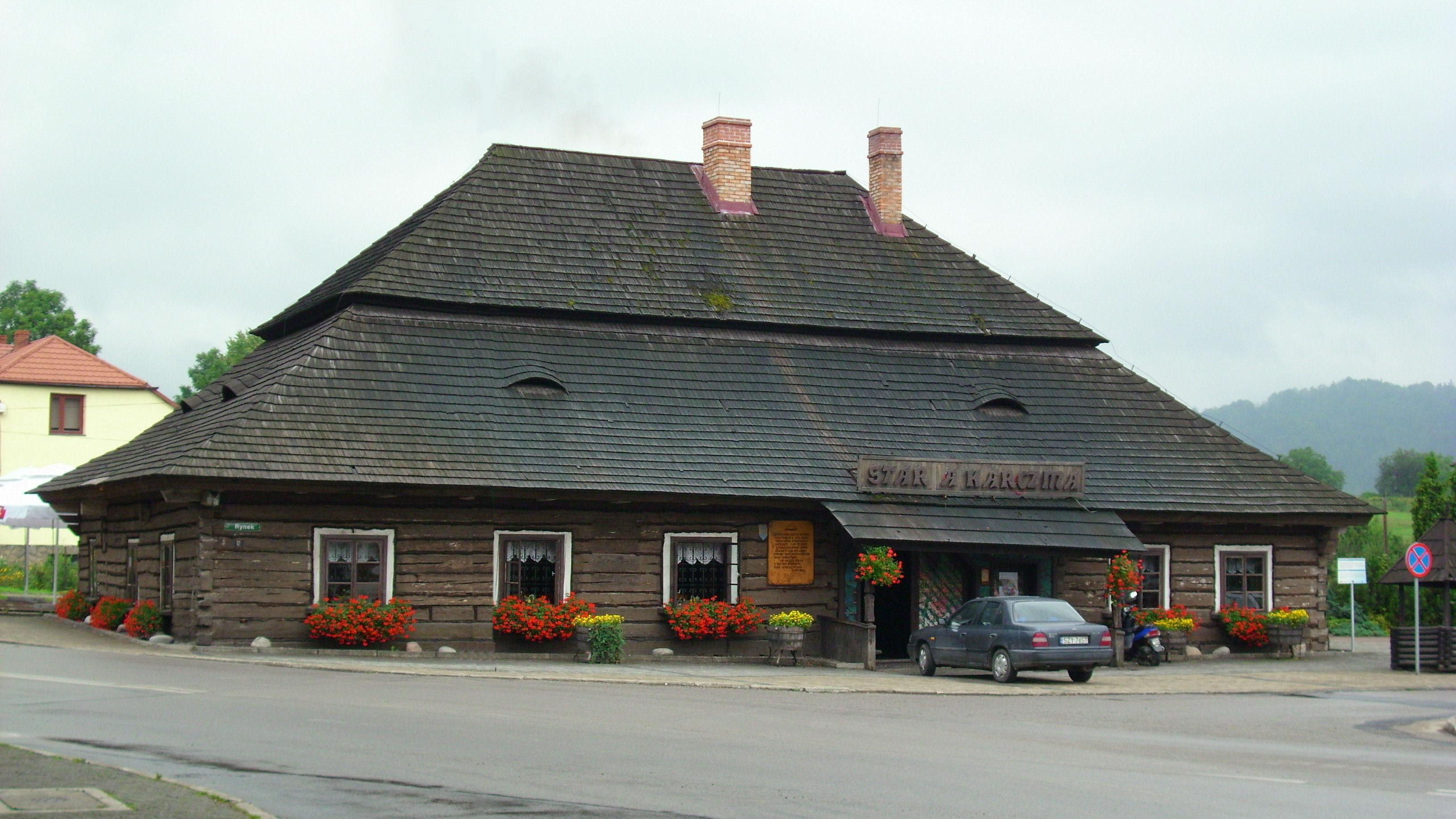
Altes Wirtshaus

## Gemeinde
Zur Landgemeinde (gmina wiejska) Jeleśnia mit einer Fläche von 170,5 km² gehören das Dorf selbst und acht weitere Dörfer mit Schulzenämtern (sołectwa).

## Verkehr
Durch Jeleśnia verläuft die Droga wojewódzka DW945. Der Flughafen Krakau ist 58 km entfernt.

## Persönlichkeiten
- Stanisław Łazarski (1849–1938), polnischer Rechtsanwalt, Politiker, Abgeordneter des Galizischen Landtags sowie des Österreichischen Abgeordnetenhauses.